# Дикша
Ди́кша (санскр. दीक्षा, IAST: dīkṣā) — обряд посвящения в ученики в индуизме. Является древней религиозной практикой основных направлений индуизма — вайшнавизма и шиваизма, где он рассматривается как абсолютно необходимое условие для достижения освобождения. Обряд дикши проводится гуру, который при этом передаёт ученику определённую мантру, которую он сам получил от своего учителя. Понятие дикши присутствует в буддизме, а также в джайнизме, где дикшу называют чаритра или маханибхишкраман. В индуизме считается, что дикша духовно очищает и освящает человека, преображая его личность.
В вайшнавизме дикша прежде всего выступает как посвящение в жизнь служения и преданности Богу, как возможность вступления в более близкие взаимоотношения с Богом через своего гуру. Также считается, что дикша даёт освобождение от значительной доли прошлых кармических реакций и способствует обретению духовного знания. В шиваизме, дикша рассматривается как абсолютно необходимое условие для достижения мокши.
Правом посвящать в ученики может обладать только возвышенный и высококвалифицированный гуру, который, как правило, должен принадлежать к парампаре (цепи ученической преемственности) одной из авторитетных сампрадай индуизма и получить от своего гуру в парампаре право принимать учеников. Часто другими необходимыми требованиями является принадлежность к сословию брахманов или наличие брахманической инициации. Священные писания индуизма представляют Гуру как представителя Бога и ему оказывается соответствующее почтение. Кандидату на получение дикши обычно даётся испытательный период, в течение которого он погружается в изучение священных писаний и совершает очистительные практики. После обряда дикши ученик получает новое духовное имя и священную мантру или мантры для повторения.
Существуют разные формы дикши: в некоторых течениях вайшнавизма обряды различаются в зависимости от кастовой принадлежности кандидата, а в шиваизме и тантризме принимаются во внимание природные наклонности и характер кандидата на получение дикши.
Другие виды дикши, такие как посвящение в монахи, включают в себя обет безбрачия, отказ от всей материальной собственности и всех мирских обязанностей, включая семейные узы. Подобное значение дикша имеет в джайнизме.
Значение дикши объясняется в различных священных писаниях индуизма. В «Хари-бхакти-виласе», авторства вайшнавского богослова Санатаны Госвами говорится:
Ошибки советника падают на царя, а грехи жены падают на мужа. Точно так же духовный учитель забирает грехи ученика. В этом нет сомнения.
Основным результатом дикши является передача духовного знания. В «Вишну-ямала тантре» говорится:
Дикша, полученная от личности, которая осознала истину, является процессом, который даёт духовное знание и разрушает грехи.
Вайшнавская система панчаратрика требует прохождение процесса известного как самскара, который состоит из пяти стадий очищения:
Тапа, пундра, нама, мантра и яга; эти пять элементов составляют панча-самскару. Они являются причиной сильной преданности Господу Хари. Как бронза превращается в золото когда смешивается со ртутью в алхимическом процессе, точно так же тот, кто надлежащим образом обучен и инициирован истинным духовным учителем, немедленно становится брахманом.